# Barranca abajo (película)
Barranca abajo es una película argentina en blanco y negro dirigida por José V. Grubert según su propio guion basado en la obra teatral homónima de Florencio Sánchez que se estrenó el 26 de abril de 1937. Tuvo como protagonistas a Carlos Perelli, Herminia Mancini, María Esther Podestá y Roberto Cano. El director de fotografía Alberto Etchebehere se desempeñó también como director técnico.

## Sinopsis
Narra los infortunios por los que pasa un hombre que ha trabajado en el campo toda su vida.

## Reparto
- Carlos Perelli
- Herminia Mancini
- María Esther Podestá
- Roberto Cano
- Ángela Ricci
- Dora Martínez
- Carmen Heredia
- Rodolfo de la Serna
- Alfredo Gobbi
- Fausto Fornoni

## Comentario
Para Manrupe y Portela se trata de una primitiva adaptación de la obra clásica rioplatense que estrenó José Podestá en 1905.